# Längenbühl

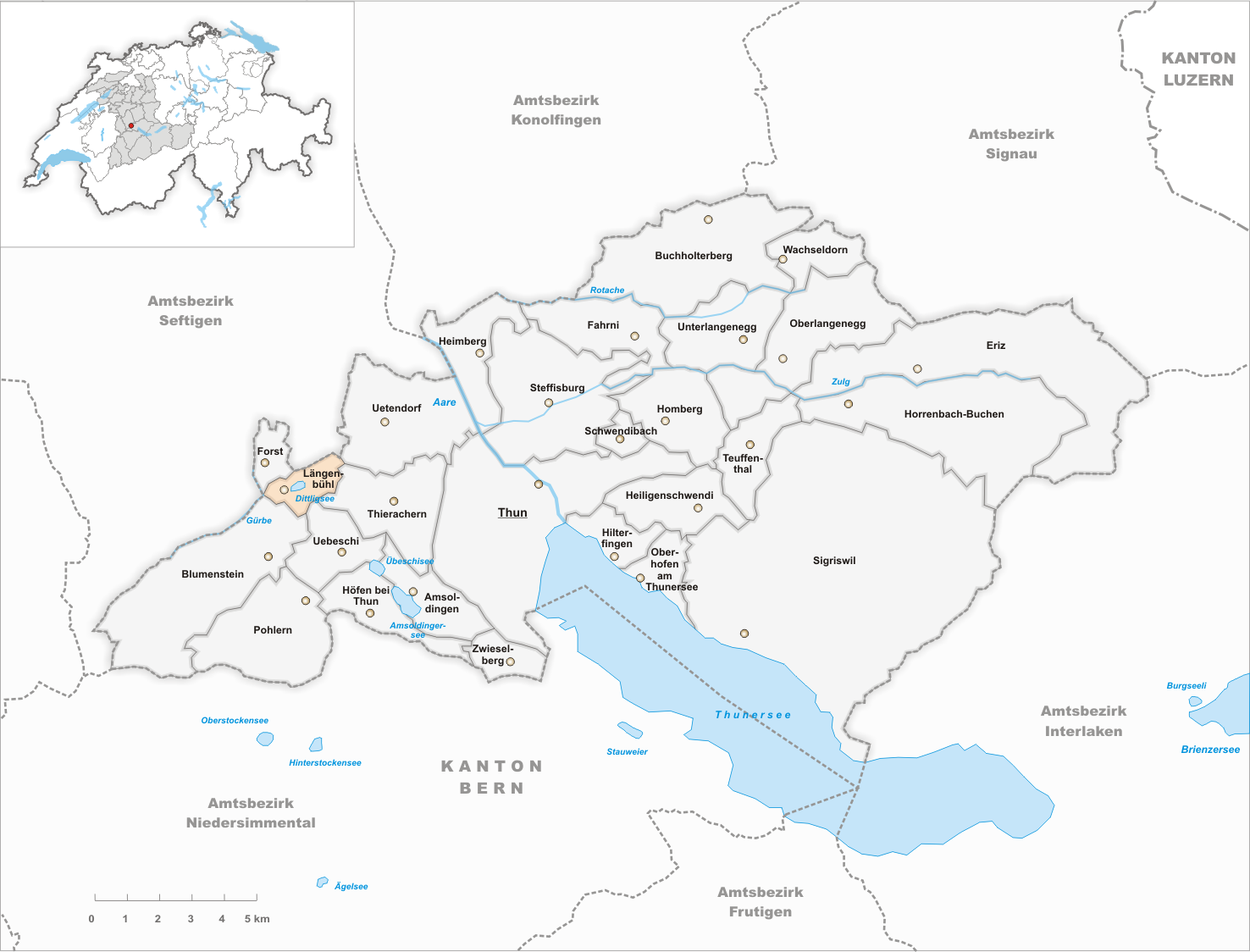
Gemeindestand vor der Fusion am 1. Januar 2007

Längenbühl ist eine Ortschaft in der Einwohnergemeinde Forst-Längenbühl im Schweizer Kanton Bern. Bis zum 31. Dezember 2006 war Längenbühl eine eigene Einwohnergemeinde. Am 1. Januar 2007 fusionierte diese mit den Gemeinder Forst zur neuen Gemeinde Forst-Längenbühl.

## Geographie
Die Ortschaft liegt etwa sieben Kilometer westlich der Stadt Thun. Sie hat keinen zentralen Ortskern, sondern besteht aus mehreren kleinen Siedlungen, wovon Dittligen (berndeutsch: Dittlige) die grösste ist.
Es befinden sich drei kleinere Seen im ehemaligen Gemeindegebiet, nämlich der Dittlig- und der Geistsee sowie ein kleiner Waldweiher.

## Geschichte
Ein 1860 im Längenbühlwald entdeckter Grabhügel mit zwei Skeletten, das eine in halbsitzender Stellung, sowie ein 1923 in Kleinismaad gefundenes Skelett mit Halsring und zwei geperlten Bronzearmringen aus der Latènezeit zeugen von einer frühen Besiedlung des heutigen Gemeindegebiets.
Aus dem Weiler ‹Lengenbühl› wurde um 1796 die Gemeinde ‹Lengenbühl›, die seit 1864 Längenbühl heisst.